# Synodites olympiae
Synodites olympiae är en stekelart som först beskrevs av William Harris Ashmead 1896.  Synodites olympiae ingår i släktet Synodites och familjen brokparasitsteklar. Inga underarter finns listade i Catalogue of Life.